# صفحه وب پویا
صفحه وب پویا صفحه وبی که شکل آن ثابت اما محتوای آن متغیر باشد و بتوان آن را با توجه به معیارهای جستجوی مشتری تغییر داد. اینگونه برگه‌ها از پیش وجود ندارند و به هنگام درخواست کاربر بر روی کارساز (سرور) ساخته می‌شوند و به کارخواه (کلاینت) فرستاده می‌شوند. در واقع بر پایهٔ گونهٔ درخواست کاربر داده‌ها بر روی کارساز (سرور) برگردان (ترجمه) می‌شوند و برای کارخواه (کلاینت) فرستاده می‌شوند.

## اسکریپت نویسی سمت سرویس گیرنده
برنامه‌نویسی سمت تغییر رفتار رابط در داخل یک صفحه وب خاص در پاسخ به عملیات ماوس یا صفحه کلید، یا در حوادث زمان مشخص است. در این مورد، رفتار دینامیکی رخ می‌دهد در داخل ارائه شده‌است. محتوا سمت بر روی سیستم کامپیوتر محلی کاربر تولید می‌شود.
صفحات وب مانند استفاده از فناوری ارائه به نام غنی interfaced صفحات. سمت زبان برنامه نویسی مانند جاوا اسکریپت و اکشن اسکریپت، HTML پویا (DHTML) و فناوری‌های فلش به ترتیب استفاده می‌شود، غالباً استفاده می‌شود هماهنگ و موزون کردن انواع رسانه‌ها (صدا، انیمیشن، تغییر متن، و غیره) از ارائه. برنامه‌نویسی نیز اجازه می‌دهد تا استفاده از اسکریپت نویسی از راه دور، یک تکنیک است که توسط آن درخواست DHTML صفحه اضافی اطلاعات از سرور، با استفاده از یک فریم مخفی، XMLHttpRequests، یا یک وب سرویس است.

## اسکریپت نویسی سمت سرویس دهنده
یک برنامه در حال اجرا بر روی سرور وب سایت (اسکریپت‌نویسی سمت سرور) استفاده می‌شود برای تغییر محتوای وب در صفحات مختلف وب سایت، یا تنظیم توالی یا بارگذاری مجدد صفحات وب. پاسخ سرور ممکن است با چنین شرایطی به عنوان داده در یک فرم HTML، پارامتر در URL مشخص شده، نوع مرورگر مورد استفاده قرار گرفته، گذشت زمان، یا یک پایگاه داده روی سرور یا دولت.